# Gamma Pictoris
γ Живописця (γ Pictoris) — зоря в південному сузір'ї Живописця. Видима зоряна величина 4,50. Виходячи з річного паралаксу 18,45 кутової мілісекунди відстань до зорі становить близько 177 світлових років. Вона віддаляється з радіальною швидкістю +15,7 км/с.
Це гігант класу K1 III на пізній стадії еволюції. Його маса в 1,59 разів перевищує масу Сонця, а діаметр приблизно в 11 разів більший сонячного. Зоря випромінює зі своєї фотосфери в 61 раз більше Сонця при ефективній температурі близько 4600.